# Terry Lartey Sanniez
Terry Lartey Sanniez (Amsterdam, 10 augustus 1996) is een Nederlandse betaald voetballer van Ghanese komaf die doorgaans speelt als rechtsback of centrale verdediger.

## Clubcarrière

### Ajax
Lartey Sanniez maakte in 2008 de overstap van AVV Zeeburgia naar de jeugdopleiding van AFC Ajax. Op 21 januari 2015 werd bekend dat hij een mondeling akkoord heeft bereikt met Ajax rondom zijn eerste profcontract. Na de winterstop van het seizoen 2014/15 sloot hij aan bij de selectie van Jong Ajax waarvoor hij op 25 januari 2015 zijn officiële debuut in het betaald voetbal. Dit was in de Eerste Divisie-uitwedstrijd tegen Sparta Rotterdam. Hij mocht na 57 minuten invallen voor Elton Acolatse. De nieuwe trainer Peter Bosz nam Lartey-Sanniez in juli 2016 mee naar Frankrijk met de A-selectie voor twee vriendschappelijke wedstrijden. Op 20 juli 2016 maakte Lartey Sanniez zijn officieus debuut voor Ajax in de vriendschappelijke wedstrijd tegen AS Béziers (2-0 winst). Lartey Sanniez speelde de hele wedstrijd als linksachter. In het seizoen 2017/18 werd hij met Jong Ajax kampioen van de Jupiler League

### N.E.C.
Op 10 juli 2018 maakte N.E.C. bekend dat het Lartey Sanniez transfervrij heeft overgenomen van Jong Ajax. Hij tekende in Nijmegen een contract voor drie seizoenen. Op 17 augustus maakte hij tijdens de eerste speelronde zijn debuut voor N.E.C. in de thuiswedstrijd tegen SC Cambuur. Op 1 november maakte hij zijn eerste doelpunt voor N.E.C. in de met 2-3 verloren bekerwedstrijd tegen Fortuna Sittard. In zijn derde seizoen kwam hij echter amper meer aan speeltijd toe, omdat Bart van Rooij bijna alle minuten speelde. Op 2 april 2021 speelde Lartey Sanniez bij afwezigheid van Rens van Eijden en Edgar Barreto als centrale verdediger. Op die plek deed hij het verdienstelijk, dus bleef hij in een vijfmansdefensie staan op die positie. Op 23 mei 2021 promoveerde Lartey Sanniez met N.E.C. naar de Eredivisie, door in de finale van de play-offs NAC Breda met 1-2 te verslaan. Hierna liep zijn contract af.

### NK Celje
Op 31 augustus 2021 tekende hij een contract bij het Sloveense NK Celje. Hij speelde 14 wedstrijden in de 1. slovenska nogometna liga. 

### Terug bij N.E.C.
Medio 2022 liep zijn contract af in Slovenië en hij trainde in de voorbereiding wederom bij N.E.C. Op 31 augustus 2022 ondertekende Sanniez een eenjarig contract bij de club uit Nijmegen. Op 16 september tegen FC Utrecht (0-0) maakte hij zijn Eredivisiedebuut. Door zijn rol in de promotie twee seizoenen geleden, werd Lartey-Sanniez een publiekslieveling in Nijmegen, hoewel hij geen basisspeler was en maar sporadisch mocht invallen. Zijn eenjarige contract werd aan het einde van het seizoen niet verlengd, waardoor Sanniez voor de tweede keer afscheid nam van N.E.C.

### Olympia Haarlem
Nadat hij ruim een seizoen zonder club zat, sloot hij aan bij Olympia Haarlem dat uitkomt in de Zaterdag Derde klasse B.  

### UMF Grindavík
Op 29 juli 2025 tekende Sanniez een contract tot het einde van het seizoen 2025 bij het IJslandse UMF Grindavík dat uitkomt in de 1. deild karla. Hij debuteerde op 8 augustus als basisspeler in de met 3-2 gewonnen thuiswedstrijd tegen Leiknir R. en speelde de hele wedstrijd.

## Clubstatistieken
| Seizoen | Club      | Competitie     | Competitie | Competitie | Beker | Beker | Overig | Overig | Totaal | Totaal |
| Seizoen | Club      | Competitie     | Wed.       | Dlp.       | Wed.  | Dlp.  | Wed.   | Dlp.   | Wed.   | Dlp.   |
| ------- | --------- | -------------- | ---------- | ---------- | ----- | ----- | ------ | ------ | ------ | ------ |
| 2014/15 | Jong Ajax | Eerste divisie | 14         | 0          | 0     | 0     | 0      | 0      | 14     | 0      |
| 2015/16 | Jong Ajax | Eerste divisie | 24         | 0          | 0     | 0     | 0      | 0      | 24     | 0      |
| 2016/17 | Jong Ajax | Eerste divisie | 30         | 0          | 0     | 0     | 0      | 0      | 30     | 0      |
| 2017/18 | Jong Ajax | Eerste divisie | 13         | 0          | 0     | 0     | 0      | 0      | 13     | 0      |
| 2018/19 | N.E.C.    | Eerste divisie | 28         | 0          | 1     | 1     | 0      | 0      | 29     | 1      |
| 2019/20 | N.E.C.    | Eerste divisie | 7          | 0          | 1     | 0     | 0      | 0      | 8      | 0      |
| 2020/21 | N.E.C.    | Eerste divisie | 8          | 0          | 1     | 0     | 3      | 0      | 12     | 0      |
| 2021/22 | NK Celje  | Prva Liga      | 13         | 0          | 0     | 0     | 0      | 0      | 13     | 0      |
| 2022/23 | N.E.C.    | Eredivisie     | 9          | 0          | 3     | 0     | 0      | 0      | 12     | 0      |
| Totaal  | Totaal    | Totaal         | 146        | 0          | 6     | 1     | 3      | 0      | 155    | 1      |

Bijgewerkt tot en met 21 mei 2023.

## Interlandcarrière

### Jeugdelftallen
Lartey Sanniez begon zijn loopbaan als jeugdinternational bij het Nederlands elftal onder 15. Voor dit team debuteerde hij op 16 november 2010 in een vriendschappelijke wedstrijd tegen België die met 2-0 werd gewonnen. Hierna doorliep Lartey Sanniez alle Nederlandse jeugdelftallen. In 2015 nam hij met Nederland onder 19 deel aan het EK voor spelers onder 19 dat werd gehouden in Duitsland. Nederland kwam op dit toernooi niet verder dan de groepsfase.
| Jeugdinterlands van Terry Lartey Sanniez | Jeugdinterlands van Terry Lartey Sanniez | Jeugdinterlands van Terry Lartey Sanniez | Jeugdinterlands van Terry Lartey Sanniez | Jeugdinterlands van Terry Lartey Sanniez | Jeugdinterlands van Terry Lartey Sanniez |
| Team (№ interlands)                      | Datum                                    | Wedstrijd                                | Uitslag                                  | Soort Wedstrijd                          | Doelpunten                               |
| Als speler bij Ajax                      | Als speler bij Ajax                      | Als speler bij Ajax                      | Als speler bij Ajax                      | Als speler bij Ajax                      | Als speler bij Ajax                      |
| ---------------------------------------- | ---------------------------------------- | ---------------------------------------- | ---------------------------------------- | ---------------------------------------- | ---------------------------------------- |
| Onder 15 (1.)                            | 16 november 2010                         | Nederland – België                       | 2 – 0                                    | Vriendschappelijk                        |                                          |
| Onder 15 (2.)                            | 30 november 2010                         | Turkije – Nederland                      | 3 - 0                                    | Vriendschappelijk                        |                                          |
| Onder 15 (3.)                            | 2 december 2010                          | Turkije – Nederland                      | 1 – 2                                    | Vriendschappelijk                        |                                          |
| Onder 15 (4.)                            | 12 april 2011                            | Nederland – Slovenië                     | 1 – 0                                    | Vriendschappelijk                        |                                          |
| Onder 15 (5.)                            | 14 april 2011                            | Nederland – Slovenië                     | 2 – 0                                    | Vriendschappelijk                        |                                          |
| Onder 16 (1.)                            | 25 oktober 2011                          | Polen – Nederland                        | 0 – 1                                    | 13e Tournoi Val de Marne '11             |                                          |
| Onder 16 (2.)                            | 27 oktober 2011                          | Frankrijk – Nederland                    | 4 - 1                                    | 13e Tournoi Val de Marne '11             |                                          |
| Onder 16 (3.)                            | 3 februari 2012                          | Nederland – Portugal                     | 2 – 0                                    | Int. jeugdtoernooi Portugal '12          |                                          |
| Onder 16 (4.)                            | 7 februari 2012                          | Italië – Nederland                       | 2 – 1                                    | Int. jeugdtoernooi Portugal '12          |                                          |
| Onder 17 (1.)                            | 14 september 2012                        | Nederland – Israël                       | 1 – 1                                    | Vier-Nationen-Turnier                    |                                          |
| Onder 17 (2.)                            | 8 februari 2013                          | Portugal – Nederland                     | 1 – 1                                    | XXXVI Torn. Int. do Algarve'13           |                                          |
| Onder 17 (3.)                            | 12 februari 2013                         | Nederland – Engeland                     | 1 – 0                                    | XXXVI Torn. Int. do Algarve'13           |                                          |
| Onder 18 (1.)                            | 9 september 2013                         | Schotland – Nederland                    | 2 – 0                                    | Vriendschappelijk                        |                                          |
| Onder 18 (2.)                            | 14 november 2013                         | Nederland – Duitsland                    | 1 – 2                                    | 4-landentoernooi Turkije '13             |                                          |
| Onder 18 (3.)                            | 16 november 2013                         | Nederland – Turkije                      | 0 – 0                                    | 4-landentoernooi Turkije '13             |                                          |
| Onder 19 (1.)                            | 8 september 2014                         | Ierland – Nederland                      | 1 – 0                                    | Vriendschappelijk                        |                                          |
| Onder 19 (2.)                            | 7 juli 2015                              | Nederland – Rusland                      | 1 – 0                                    | EK 2015 groepsfase                       |                                          |
| Onder 19 (3.)                            | 10 juli 2015                             | Duitsland – Nederland                    | 1 – 0                                    | EK 2015 groepsfase                       |                                          |
| Onder 19 (4.)                            | 13 juli 2015                             | Spanje – Nederland                       | 1 – 1                                    | EK 2015 groepsfase                       |                                          |
| Onder 20 (1.)                            | 4 september 2015                         | Nederland – Frankrijk                    | 1 – 1                                    | Vriendschappelijk                        |                                          |
| Onder 20 (2.)                            | 7 september 2015                         | Nederland – Frankrijk                    | 0 – 2                                    | Vriendschappelijk                        |                                          |
| Onder 20 (3.)                            | 4 september 2016                         | Nederland – Tsjechië                     | 1 – 1                                    | Vriendschappelijk                        |                                          |